# Cygnus-X

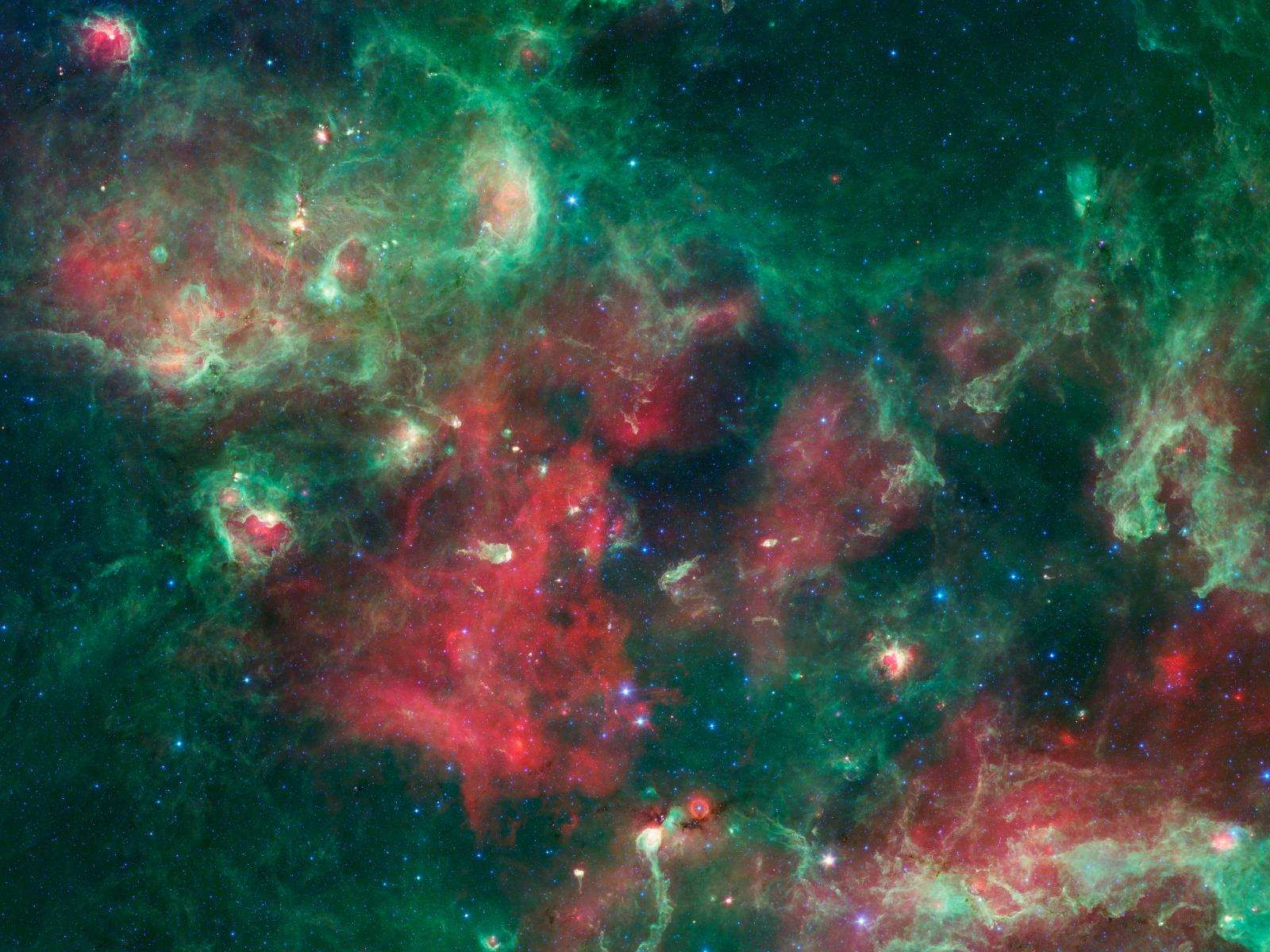
Cygnus X observada por el telescopio de infrarrojos Spitzer.

Cygnus X es una masiva región de formación estelar de 10° de tamaño aparente situada en la constelación del Cisne a una distancia de 1,4 kiloparsecs del Sol. Está siendo estudiada en detalle con ayuda del telescopio de infrarrojos Spitzer, al estar situada detrás de la grieta del Cisne, un grupo de nubes de polvo interestelar situada entre ella y nosotros y que absorbe buena parte de la luz de sus estrellas, que dificulta mucho su estudio en el óptico.

## Propiedades físicas
Cygnus X tiene el mayor número de protoestrellas masivas en un radio de 2 kiloparsecs alrededor del Sol, así como la mayor asociación estelar también en ese radio (Cygnus OB2), con un número de estrellas de tipo espectral O y B que podría llegar hasta 2600, 100 de ellas de espectro O, y una masa de 105 masas solares. Incluye también una de las mayores nubes moleculares conocidas, con una masa de 3 millones de masas solares.
Investigaciones recientes muestran que el complejo además de Cygnus OB2 incluye a otra asociación estelar, Cygnus OB9, además de aún más estrellas de tipo temprano incluyendo entre ellas a un número de estrellas supergigantes de tipos espectrales O y B, de las cuales cabe destacar a BD+40 4210, supergigante azul y candidata a variable azul luminosa que está entre las estrellas más brillantes del complejo. También se ha descubierto que la formación estelar lleva dándose allí desde hace al menos 10 millones de años, continuando hasta el presente